# Martin van Drunen
Martin van Drunen (nascido em 1966) é um músico dos Países Baixos, conhecido por ser vocalista das bandas Pestilence e Asphyx.

## Discografia
Pestilence
- 1987 The Penance (Demo) 	  (vocal)
- 1988 Malleus Maleficarum 	 (vocal, baixo)
- 1989 Consuming Impulse 	  (vocal, baixo)
- 2006 Chronicles of the Scourge (ao vivo) 	 (vocal, baixo)

Asphyx
- 1991 The Rack 	 (vocal, baixo)
- 1992 Last One on Earth 	 (vocal)
- 2009 Death...the Brutal Way 	 (vocal)
- 2012 Deathhammer 	 (vocal)

Submission
- 1994 Submission Demo 1994 (Demo) (vocal)

Death by Dawn
- 2003 Dedicated To The Oppressed (Demo) 	 (vocal)
- 2006 One Hand One Foot and a Lot of Teeth 	  (vocal)

Hail of Bullets
- 2007 Hail of Bullets (Demo) 	 (vocal)
- 2008 ...Of Frost and War 	  (vocal)
- 2009 Warsaw Rising (EP) 	  (vocal)
- 2010 On Divine Winds